# اودوویتسه
اودوویتسه (به صربی: Udovice) یک منطقهٔ مسکونی در صربستان است که در اسمدرفو واقع شده‌است. اودوویتسه ۲٬۰۱۸ نفر جمعیت دارد.